# Giennadij Sarafanow
Giennadij Wasiljewicz Sarafanow, ros. Геннадий Васильевич Сарафанов (ur. 1 stycznia 1942 we wsi Sinieńkije w obwodzie saratowskim, zm. 29 września 2005) – radziecki kosmonauta, pułkownik lotnictwa, Lotnik Kosmonauta ZSRR.

## Wykształcenie i służba wojskowa
- 1959 – w Saratowie ukończył szkołę średnią.
- 1960 – wstąpił do Bałaszowskiej Wyższej Wojskowej Szkoły Lotniczej (obwód saratowski), którą ukończył w 1964 roku, uzyskując tytuł inżyniera-pilota.
- 1964 – rozpoczął służbę w jednostkach transportowych sił powietrznych ZSRR.
- 1978 – 24 czerwca zaocznie ukończył Akademię Sił Powietrznych im. J.A. Gagarina. Obronił pracę doktorską i został kandydatem nauk technicznych.
- 1986 – 1 sierpnia w stopniu pułkownika został przeniesiony do rezerwy z uwagi na stan zdrowia.

## Kariera kosmonauty
- 1965 – 28 października po pomyślnym przejściu komisji medycznej został zaliczony do trzeciej grupy radzieckich kosmonautów (grupa WWS-3).
- 1965–1967 – przeszedł ogólne przygotowanie do lotu kosmicznego (OKP).
- 1968–1972 – wraz z innymi kosmonautami przygotowywał się do lotu w kosmos na statkach kosmicznych Sojuz w ramach programu Ałmaz.
- 1971–1972 – szkolił się razem z Eduardem Stiepanowem.
- 1972–1973 – jako dowódca trzeciej (rezerwowej) załogi przygotowywał się razem z Lwem Diominem do lotu na stację OPS-101 Ałmaz (Salut 2). Z powodu rozhermetyzowania się stacji po wejściu na orbitę odwołane zostały wszystkie loty załogowe zaplanowane do niej.
- 1973–1974 – od 13 sierpnia 1973 do czerwca 1974 był dowódcą trzeciej (rezerwowej) załogi do lotu na stację OPS-101-2 Ałmaz (Salut 3). Do misji przygotowywał się również z Lwem Diominem.
- 1974 – 3 lipca wspólnie z Lwem Diominem byli dublerami w czasie startu statku kosmicznego Sojuz 14.
- 1974 – 26–28 sierpnia razem z Lwem Diominem odbył lot kosmiczny na pokładzie Sojuza 15.
- 1975–1979 – razem z innymi kosmonautami kontynuował przygotowania w ramach programu Ałmaz.
- 1979–1980 – przygotowywał się do lotu doświadczalnego na nowym typie statku załogowego TKS (Транспортный Корабл Снабжения) jako dowódca załogi razem z Władimirem Preobrażenskim(inne języki) i Walerijem Romanowem. Do lotu jednak nie doszło w związku z wcześniejszym zakończeniem programów Ałmaz i TKS.
- 1982 – 25 stycznia został kosmonautą doświadczalnym dla grupy pilotowanych kompleksów orbitalnych ogólnego i specjalnego przeznaczenia.
- 1986 – 7 lipca rozkazem Ministra Obrony ZSRR odszedł z oddziału kosmonautów.

## Loty kosmiczne

### Sojuz 15
W lipcu 1974 został dowódcą załogi podstawowej drugiej ekspedycji na stację Salut 3, inżynierem pokładowym został Lew Diomin.
Start statku kosmicznego Sojuz 15 nastąpił 26 sierpnia 1974. Zgodnie z planem lotu statek Sojuz miał przycumować do stacji kosmicznej Salut 3, a kosmonauci na jej pokładzie wykonać zadania przede wszystkim o charakterze wojskowym. Do połączenia ze stacją jednak nie doszło, ponieważ awarii uległ system zbliżania Sojuza. Silniki korekcyjne pojazdu zamiast wyhamowywać rozpędzały statek Sojuz 15. W tych warunkach cumowanie nie było możliwe. Misję przerwano, a kosmonauci po dwóch dobach 28 sierpnia 1974 wylądowali nocą (po raz pierwszy podczas radzieckich wypraw załogowych).

## Po opuszczeniu oddziału kosmonautów
Od 1986 pracował w zarządzie wydawnictwa „Znanie” (Знание), a później był starszym pracownikiem naukowym zjednoczenia „Automatyka, nauka i technologia”.
Na początku lat 90. był doradcą w administracji miasta Szczołkowo w okręgu moskiewskim.
Zmarł 29 września 2005 na skutek powikłań pooperacyjnych.

## Nagrody i odznaczenia
- tytuł Bohatera Związku Radzieckiego i medal „Złotej Gwiazdy” (1974)
- Order Lenina (1974)
- Medal „Za rozwój dziewiczych ziem” (1974)
- Medal „Za ochronę granicy państwowej” (1977)
- Universal Astronaut Insignia za lot orbitalny (nr 72, pośmiertnie) – Stowarzyszenie Uczestników Lotów Kosmicznych (Association of Space Explorers(inne języki))[1]

## Wykaz lotów
| Loty kosmiczne, w których uczestniczył Giennadij W. Sarafanow | Loty kosmiczne, w których uczestniczył Giennadij W. Sarafanow | Loty kosmiczne, w których uczestniczył Giennadij W. Sarafanow | Loty kosmiczne, w których uczestniczył Giennadij W. Sarafanow | Loty kosmiczne, w których uczestniczył Giennadij W. Sarafanow | Loty kosmiczne, w których uczestniczył Giennadij W. Sarafanow |
| №                                                             | Data startu                                                   | Data lądowania                                                | Statek kosmiczny                                              | Funkcja                                                       | Czas trwania                                                  |
| ------------------------------------------------------------- | ------------------------------------------------------------- | ------------------------------------------------------------- | ------------------------------------------------------------- | ------------------------------------------------------------- | ------------------------------------------------------------- |
| 1                                                             | 26 sierpnia 1974                                              | 28 sierpnia 1974                                              | Sojuz 15                                                      | Dowódca                                                       | 2 dni 12 minut i 11 sekund                                    |
| Łączny czas spędzony w kosmosie — 2 dni 12 minut i 11 sekund  |                                                               |                                                               |                                                               |                                                               |                                                               |